# Heteroerythrops
Heteroerythrops (лат.) — род ракообразных семейства Mysidae из отряда Мизиды.

## Описание
Представители рода отличаются от других мизид следующими признаками: тельсон треугольной формы, такой же длины, как ширина, с голыми боковыми краями; чешуя усиков без концевого шипа на конце невооруженной части внешнего края. Плеоподы самцов двуветвистые, 1-я пара с многосуставным экзоподом и несращенным эндоподитом; 2—5-я пары с многочлениковыми экзоподом и эндоподитом. Первый переопод (ходильная нога) имеет хорошо развитый экзопод (внешняя ветвь), карпопроподы эндопода (внутренняя ветвь) с 3-й по 8-ю ветвь переопод делится на подсегменты, и на эндоподе уропод (задних придатках) есть статоцисты.

## Классификация
Род Heteroerythrops был впервые выделен в 1955 году и включает представителей, обитающих на глубинах до 1750 м, с длиной тела от 6 до 8 мм.
- Heteroerythrops microps Murano, 1966 — Япония, на мезопелагиале (менее 740 м), 35N (длина тела 8 мм)[6][7]
- Heteroerythrops purpurus O. Tattersall, 1955 — Angra Pequeña, около Намибии
- Heteroerythrops tanseii Murano, 1966 — Япония, на глубине до 1750 м, 34N (длина тела 6,7 мм)[6]